# By the Sword (Slash)
By the Sword è un singolo del chitarrista statunitense Slash, pubblicato il 16 marzo 2010 come secondo estratto dal primo album in studio Slash.

## Descrizione
Sesta traccia di Slash, By the Sword ha visto la partecipazione vocale del cantante australiano Andrew Stockdale, frontman dei Wolfmother.
Il brano è stato pubblicato negli Stati Uniti il 16 marzo 2010 e il 23 dello stesso mese in Europa come il primo singolo internazionale del chitarrista, in quanto Sahara era stato commercializzato per il solo mercato giapponese.

## Tracce
CD promozionale (Europa)
1. By the Sword (Radio Edit) – 4:19 (Saul Hudson, Andrew Stockdale)
2. By the Sword – 4:50 (Saul Hudson, Andrew Stockdale)

Download digitale (Stati Uniti)
1. By the Sword (featuring Andrew Stockdale of Wolfmother) – 4:50 (Saul Hudson, Andrew Stockdale)

Download digitale (Europa)
1. By the Sword (featuring Andrew Stockdale of Wolfmother) (Radio Edit) – 4:19 (Saul Hudson, Andrew Stockdale)

## Formazione
- Slash – chitarra
- Andrew Stockdale – voce
- Chris Chaney – basso
- Josh Freese – batteria
- Leonard Castro – percussioni

## Classifiche
| Classifica (2010)                | Posizione massima |
| -------------------------------- | ----------------- |
| Canada                           | 78                |
| Stati Uniti (mainstream rock)    | 28                |
| Stati Uniti (rock & alternative) | 41                |